# Айрон-Маунтен (Мічиган)
Айрон-Маунтен (англ. Iron Mountain) — місто (англ. city) в США, в окрузі Дікінсон штату Мічиган. Населення — 7518 осіб (2020).

## Географія
Айрон-Маунтен розташований за координатами 45°49′41″ пн. ш. 88°3′38″ зх. д. / 45.82806° пн. ш. 88.06056° зх. д. (45.828053, -88.060618).  За даними Бюро перепису населення США в 2010 році місто мало площу 20,82 км², з яких 19,08 км² — суходіл та 1,74 км² — водойми.

### Клімат
| Клімат : Айрон-Маунтен  | Клімат : Айрон-Маунтен | Клімат : Айрон-Маунтен | Клімат : Айрон-Маунтен | Клімат : Айрон-Маунтен | Клімат : Айрон-Маунтен | Клімат : Айрон-Маунтен | Клімат : Айрон-Маунтен | Клімат : Айрон-Маунтен | Клімат : Айрон-Маунтен | Клімат : Айрон-Маунтен | Клімат : Айрон-Маунтен | Клімат : Айрон-Маунтен | Клімат : Айрон-Маунтен |
| Показник                | Січ.                   | Лют.                   | Бер.                   | Квіт.                  | Трав.                  | Черв.                  | Лип.                   | Серп.                  | Вер.                   | Жовт.                  | Лист.                  | Груд.                  | Рік                    |
| Абсолютний максимум, °C | 13,9                   | 16,7                   | 27,8                   | 34,4                   | 37,8                   | 37,8                   | 40,0                   | 38,3                   | 36,7                   | 31,1                   | 23,9                   | 17,8                   | 40,0                   |
| Середній максимум, °C   | −4,1                   | −1,6                   | 4,1                    | 12,0                   | 19,3                   | 24,5                   | 26,9                   | 25,7                   | 20,8                   | 13,3                   | 4,8                    | −2,1                   | 11,9                   |
| Середня температура, °C | −10,2                  | −8,1                   | −2,3                   | 5,3                    | 12,1                   | 17,6                   | 20,0                   | 19,1                   | 14,2                   | 7,2                    | 0,0                    | −7                     | 5,7                    |
| Середній мінімум, °C    | −16,2                  | −14,4                  | −8,7                   | −1,4                   | 4,9                    | 10,6                   | 13,1                   | 12,5                   | 7,7                    | 1,1                    | −4,8                   | −11,9                  | −0,6                   |
| Абсолютний мінімум, °C  | −37,2                  | −39,4                  | −32,8                  | −21,1                  | −8,9                   | −4,4                   | 1,7                    | −1,1                   | −7,2                   | −13,3                  | −23,3                  | −32,2                  | −39,4                  |
| Норма опадів, мм        | 31                     | 25                     | 42                     | 60                     | 77                     | 88                     | 88                     | 83                     | 92                     | 80                     | 49                     | 39                     | 755                    |
| Днів з опадами          | 10,6                   | 7,0                    | 8,4                    | 9,3                    | 11,6                   | 11,7                   | 11,6                   | 11,3                   | 11,9                   | 11,8                   | 9,8                    | 10,1                   | 125,1                  |
| Днів зі снігом          | 10,3                   | 6,3                    | 5,6                    | 2,1                    | 0,3                    | 0,0                    | 0,0                    | 0,0                    | 0,0                    | 0,4                    | 4,0                    | 8,7                    | 37,7                   |
| ----------------------- | ---------------------- | ---------------------- | ---------------------- | ---------------------- | ---------------------- | ---------------------- | ---------------------- | ---------------------- | ---------------------- | ---------------------- | ---------------------- | ---------------------- | ---------------------- |
| Джерело: NOAA           |                        |                        |                        |                        |                        |                        |                        |                        |                        |                        |                        |                        |                        |

## Демографія
Згідно з переписом 2010 року, у місті мешкали 7624 особи в 3362 домогосподарствах у складі 2025 родин. Густота населення становила 366 осіб/км².  Було 3784 помешкання (182/км²).
Расовий склад населення:
| - 96,3 % — білих - 0,7 % — азіатів - 0,6 % — корінних американців - 0,5 % — чорних або афроамериканців |

До двох чи більше рас належало 1,7 %. Частка іспаномовних становила 1,6 % від усіх жителів.
За віковим діапазоном населення розподілялося таким чином: 22,6 % — особи молодші 18 років, 60,2 % — особи у віці 18—64 років, 17,2 % — особи у віці 65 років та старші. Медіана віку мешканця становила 42,4 року. На 100 осіб жіночої статі у місті припадало 96,7 чоловіків;  на 100 жінок у віці від 18 років та старших — 94,5 чоловіків також старших 18 років.
Середній дохід на одне домашнє господарство  становив 51 511 долар США (медіана — 37 642), а середній дохід на одну сім'ю — 59 573 долари (медіана — 48 503). Медіана доходів становила 43 021 долар для чоловіків та 27 481 долар для жінок. За межею бідності перебувало 15,6 % осіб, у тому числі 15,1 % дітей у віці до 18 років та 7,0 % осіб у віці 65 років та старших.
Цивільне працевлаштоване населення становило 2930 осіб. Основні галузі зайнятості: освіта, охорона здоров'я та соціальна допомога — 23,3 %, виробництво — 22,9 %, роздрібна торгівля — 17,3 %.